# 아서 래컴

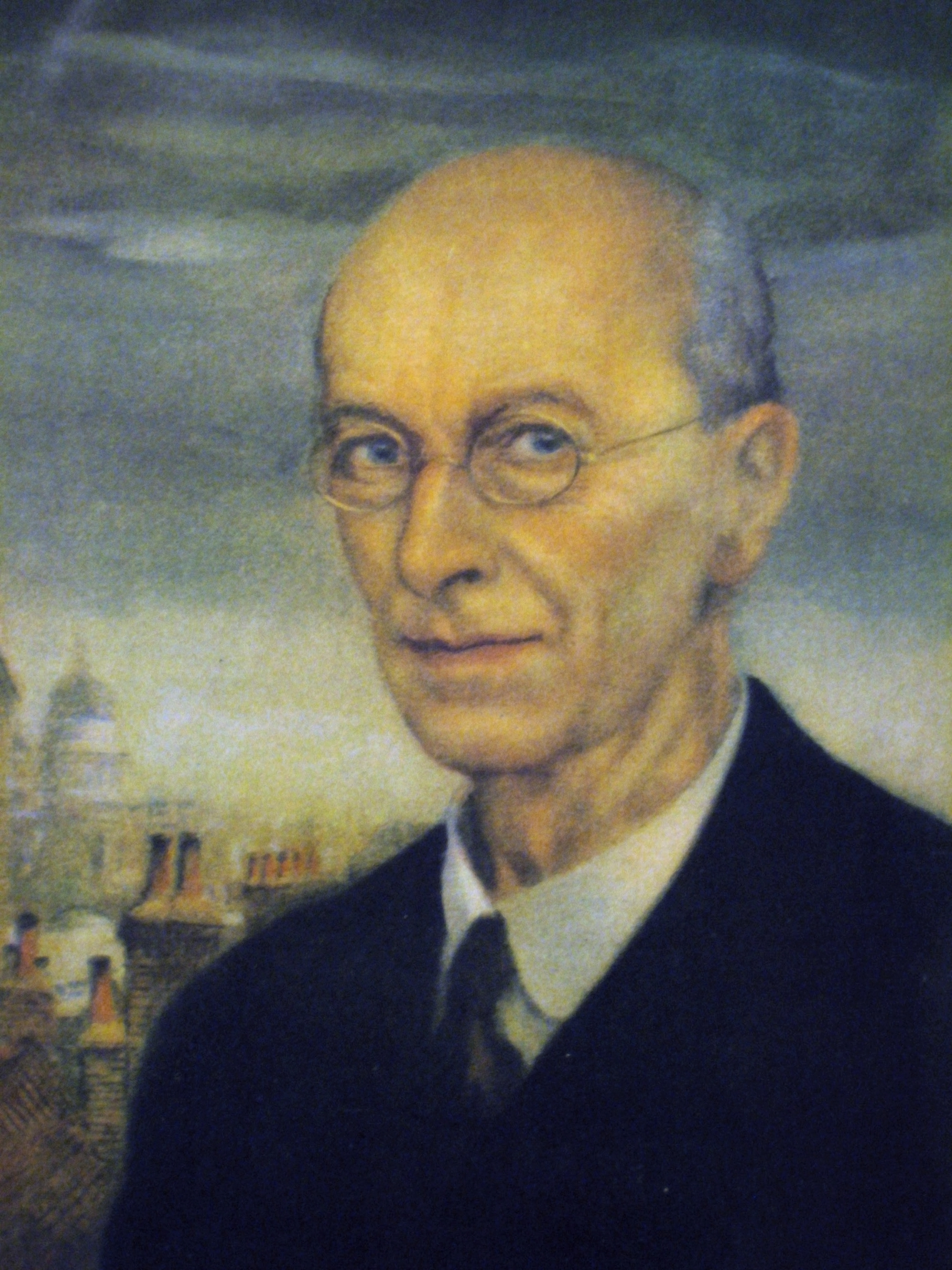
아서 래컴 자화상, 1934년

아서 래컴(영어: Arthur Rackham, 1867년 9월 19일 ~ 1939년 9월 6일)은 영국의 동화책 삽화가이다.

## 약력
아서 래컴은 12자녀 중의 하나로 런던에서 출생하였다. 18세가 되던 해에 그는 웨스트민스터 소방청에 서기로 근무하였으며, 램버스 예술학교에서 파트타임으로 공부하였다.
1892년 아서 래컴은 서기 일을 그만두고 웨스트민스터 버짓에서 기자 및 삽화가로 근무하였다. 그의 삽화가 최초로 실린 책은 1893년 토머스 로즈의 《To the Other Side》였으며, 그가 본격적으로 삽화를 싣기 시작한 것은 1894년 앤서니 홉의 《The Dolly Dialogues》라는 책에서였다.
1903년 아서 래컴은 에디스 스타키와 결혼하였으며, 1908년 그녀와의 사이에 딸 바바라를 낳았다. 1906년에는 밀라노 국제 전시회에서 금메달을 수상하였으며, 1912년 바르셀로나 국제박람회에서도 역시 금메달을 수상하였다. 1914년 파리의 루브르 박물관에 그의 작품들이 여러 개 전시된 적도 있었다. 아서 래컴은 1939년 71세의 나이로 영국에 있는 자택에서 사망하였다.